# Czesław Kołodyński (lekarz)
Czesław Karol Kołodyński, ang. Charles Kelsey – polski lekarz, rzeźbiarz.

## Życiorys
Pochodził z Sambora. Podjął studia medyczne na Wydziale Lekarskim Uniwersytetu Jana Kazimierza we Lwowie, które po wybuchu II wojny światowej dokończył na Polskim Wydziale Lekarskim na Uniwersytecie w Edynburgu. Specjalizował się w chirurgii ortopedycznej. Jako „Charles Kelsey” został naturalizowany w Wielkiej Brytanii 10 maja 1957. Od 1958 był kierownikiem oddziału w szpitalu w Coventry.
Poza pracą zawodową zajmował się rzeźbiarstwem. Studiował rzeźbiarstwo na kursach w Coventry. W 1978 został członkiem Minister Art Gallery w Coventry, prowadząc tam własne studio. Swoje dzieła tworzył głównie w cemencie wraz z drucianym szkieletem, a ponadto także w kamieniu i w drewnie. W swojej twórczości przedstawiał głównie postawy i ruch figur. W 1978 jego prace wystawiono w Herbert Art Gallery w Coventry, w lutym 1980 indywidualnie w Centrum Artystycznym w tamtejszym University of Warwick, w czerwcu 1980 w Polskim Ośrodku Społeczno-Kulturalnym w Londynie, w 1983 w Polskim Centrum w Leamington Spa.